# Психология родительства
Психоло́гия роди́тельства — область психологии, направленная на изучение родительства как психологического явления.
С психологической точки зрения родительство рассматривается как часть личности отца и матери. Изучаются особенности его развития в течение жизни (как ценности, как фактора, влияющего на поведение и эмоциональную сферу, и т. п.); условия, которые могут негативно и позитивно влиять на это развитие. Разрабатываются методы оказания психологической помощи родителям на разных жизненных этапах (включая постродительство — период, когда дети более не нуждаются в родительской опеке).

## История возникновения
То, как условия внешней среды и природные задатки влияют на развитие личности детей, привлекало внимание исследователей с незапамятных времен. Со временем родительство стали рассматривать не только как одно из «условий», влияющее на жизнь ребёнка, но и как важный этап развития личности родителей. Толчком к научному исследованию родительства стало появление психоаналитических теорий, диадического подхода, теорий зависимости и последовавших за ними разработок.
Для изучения влияния условий жизни и состояния родителей (в том числе и психологического) на их взаимодействие с ребёнком создается перинатальная психология. Ряд фактов, отмеченных в исследованиях этой дисциплиной (например, внутриутробная память), не нашли объяснения среди имевшихся в то время научных наработок. Наряду с этим, проблемы родительских переживаний в европейском обществе, которое как раз в этот период переходило на позицию детоцентризма, поставили новые вопросы для исследователя-психолога.
Первоначально предметом научного изучения стала только одна часть психологии родительства — психология материнства. Это обусловлено тем, что именно с матерью связь ребёнка первоначально особенно сильна. Как научное направление психология материнства появилась в России благодаря трудам Г. Г. Филипповой.
Родительство стали активно изучать с позиций разных научных областей (медицинских, культурологических, генетических и т. д.).
Предметом изучения стала и роль отца, фигура которого в научных исследованиях первое время оставалась в тени. Благодаря этим работам оформилась ещё одна часть психологии родительства — психология отцовства. В научной и научно-популярной литературе рассматривались теперь не ребёнок отдельно и не его родители сами по себе, а их общность. Обсуждение результатов работы учёных спровоцировало рост психологической грамотности населения и интерес к возможностям психологической помощи, подготовке к родительству, раннему развитию детей и т. п.
Современная концепция психологии родительства основывается на идее о том, что родительство должно рассматриваться с двух позиций:
- роль, которую оно исполняет (обеспечение условий для развития ребёнка);
- часть личности женщины и мужчины (их потребности, ценности, мотивы, переживания и поступки, связанные с родительством).[3]

Психология родительства — очень молодое направление в науке, которое сотрудничает с рядом разных научных сфер (имеет междисциплинарную направленность) и характеризуется системностью подхода. Становление её теоретической модели и подтверждение экспериментальным материалом продолжается.

## Направления в психологии родительства
В психологии родительства выделяют такие направления:
- Перинатальная психология.
- Психология материнства.
- Психология отцовства.
- Психология межродительских отношений.
- Общие проблемы родительства.

## Межпоколенные отношения
Межпоколенные отношения в семье интегрируют категориальные признаки межгрупповых и межличностных отношений.
Семья как группа, основанная на межпоколенных и внутрипоколенных отношениях, является главным источником становления поколенной идентичности. Основная функция межпоколенных отношений в семье заключается в сохранении и укреплении вертикальной связанности семьи, то есть её родовой целостности как особого социального свойства семейной группы.
Соотношение динамических и содержательных характеристик межпоколенной связи лежит в основе классификации межпоколенных отношений в семье, включающей четыре основные вида:
- «Принятие поколениями друг друга»,
- «Сохранение семейной памяти»,
- «Напряжённость отношений»,
- «Отчуждение поколений».

Каждый вид имеет разнообразные по содержанию проявления, может обусловливать как конструктивный, так и деструктивный вектор их развития.
Межпоколенная связь представлена механизмами трансгенерации (то есть передачей и принятием элементов опыта в направлении от предков к потомкам) и префигурации (принятием предками элементов опыта потомков).
Межпоколенные отношения в семье являются одним из социальнопсихологических факторов совладающего поведения родителей и детей. Несмотря на изменение социокультурного контекста жизнедеятельности разных поколений, существуют паттерны совладающего поведения предков, которые оцениваются и воссоздаются потомками как наиболее ценный и полезный опыт — юмор, оптимизм, работа/достижения. Воспроизводимые паттерны копинга могут способствовать развитию совладающей, жизнестойкой или дезадаптивной, зависимой, несовладающей личности.

## Объект, предмет и задачи
Важная особенность психологии родительства состоит в её профилактической направленности: подготовка подростков и молодых людей к родительству; супружеских пар — к зачатию, беременности, родам и воспитанию ребёнка; профилактика психологических проблем, которые становятся причиной нарушения развития и работы репродуктивной системы с самых ранних этапов развития ребёнка.
Для выполнения этих и других задач психология родительства опирается на следующую парадигму:
Предмет: родительство (материнство и отцовство) как часть личностной сферы женщины и мужчины.
Объект: диада — система «мать-ребёнок», система «отец-ребёнок»; триада «мать-ребёнок-отец».
Исследовательские задачи: изучение родительской сферы, её структуры, содержания, развития в онтогенезе, культурных особенностей, отклонений, методов и средств оптимизации и коррекции.
Практические задачи: диагностика содержания и онтогенеза родительской сферы; выявление связи особенностей родительской сферы с различными типами отношений в семье: супружескими, детско-родительскими разных поколений и проч.; психологическая помощь по проблемам родительства; решение диадических проблем родителей.
Цель: оптимизация родительской сферы женщины и мужчины.
Задачи: диагностика содержания и онтогенеза родительской сферы; выявление связи особенностей материнской сферы женщины с развитием её ребёнка в раннем онтогенезе; психологическая помощь по проблемам родительства; решение диадических проблем, оптимизация отношений человека с миром, самим собой и отношений в семье.
Аспекты исследования и основные междисциплинарные связи психологии родительства:
- психология развития личности
- психотерапия и психологическое консультирование
- психология детско-родительских отношений
- семейная психология
- перинатальная психология
- акушерство и гинекология
- психолого-педагогическое направление
- психосоматика

## Проблемы и перспективы развития
Ряд теоретических вопросов психологии родительства ещё не до конца прояснён. Эта ситуация усложняется бурным развитием и некоторой нестабильностью в научно-психологической парадигме в целом. Практическое применение, несмотря на существующий спрос, находится на первичных стадиях развития: отсутствует слаженность и согласованность психологических учреждений; не все практические методы работы ещё окончательно объяснены с точки зрения теории.
Одной из целей развития практической работы психологов в русле решения проблем родительства является согласование разработки методов и наиболее важных для населения проблем и запросов. Также перспективой развития остаётся создание мониторинга развития родительской сферы мужчин и женщин, основных существующих психологических проблем родительства, тенденций их усугубления или разрешения, прогнозирования и профилактики.